# 휴버트 로스
휴버트 로스(영어: Hubert Laws, 1939년 11월 10일 ~ )는 재즈, 클래식, 기타 음악 장르에서 40년 이상 경력을 가진 미국의 플루트 겸 색소폰 연주자다. 에릭 돌피의 예술성과 허비 만의 인기를 고려할 때, 로스는 특히 재즈 역사상 가장 인정받고 존경받는 재즈 플루티스트(또한 가장 모방적인)와 함께 있다. 로스는 한 레퍼토리에서 다른 레퍼토리로 쉽게 옮겨 다니며 재즈, 팝, 리듬 앤 블루스 장르도 마스터한 몇 안 되는 클래식 아티스트 중 하나이다.

## 약력
1960년, 그는 줄리아드에게 장학금을 받았고, 그곳에서 플루트 연주자 줄리어스 베이커와 함께 공부했다. 60년대와 70년대 내내, Laws는 뉴욕 메트로폴리탄 오페라 오케스트라와 뉴욕 필하모닉 오케스트라와 함께 연주하는 동시에 폴 매카트니와 폴 사이먼을 포함한 음악 분야에서 가장 인정받는 이름들과 함께 녹음 세션 작업을 했다.
Laws는 CTI, Atlantic, Sony, Columbia 및 Music Masters Jazz 레코드의 25개 이상의 앨범에서 밴드 리더로 등재되었다. 그는 70년대 화제의 플레어와 함께 소울 재즈의 맛있는 믹스를 연주했으며 차이콥스키의 교향곡 No.와 같은 클래식 음악의 가장 낭만적이고 인기 있는 주제 중 일부를 재창조했다.
또한, Laws는 James Levine이 지휘하는 1991년 발매된 Spirituals in Concert에서 저명한 흑인 오페라 가수 Kathleen Battle과 Jessye Norman과 함께 녹음했다.
Laws는 2011년 National Endowment for the Arts Jazz Masters Award를 수상했다. 그는 세 번의 그래미상 후보에 올랐고 다운비트 잡지의 연례 독자 투표에서 "1위 플루트 연주자"로 12번 이상 선정되었다.